# Fundació Patronat Obrer de Sant Josep
Fundació Patronat Obrer de Sant Josep és una entitat creada el 12 de maig de 1907 pel jesuïta pollencí Guillem Vives a Palma (Mallorca), amb finalitat d'assistència social i cultural a les classes socials més desposseïdes. La presidenta és Catalina Serra. El 2008 va rebre la Medalla d'Or de la Comunitat Autònoma de les Illes Balears.

## Objectius
- Atendre la formació humana, ètica, moral i religiosa i les bones relacions de totes les persones i socis que treballen en les diferents àrees i projectes.
- Organitzar activitats destinades a satisfer necessitats de tipus social, formatiu, cultural i esportiu no professional, especialment de la joventut.

## Activitats
- Classes de castellà per a immigrants
- Cursos d'Integració social i laboral (estètica, perruqueria, etc.)
- Activitats de lleure: dansa, esport, ball de saló, ioga, excursions, etc
- Servei especialitzat per a dones